# Lymantria costalis
Lymantria costalis este o specie de molii din genul Lymantria, familia Lymantriidae, descrisă de Walker 1865 Conform Catalogue of Life specia Lymantria costalis nu are subspecii cunoscute.